# Lazare Volovick
 (septembre 2017).
Lazare Ossipovitch Volovick est un peintre russe né le 25 janvier 1902 à Krementchouk en Russie (aujourd'hui Ukraine) et mort à Paris le 11 avril 1977.

## Biographie
Il est le fils cadet d'une famille juive de sept enfants dont quatre garçons. Tous les hommes de la famille font de la peinture en amateurs. Son père est représentant de commerce et meurt en 1909. La vie de la famille, jusque-là relativement aisée, devient difficile.
Volovick commence sérieusement à étudier la peinture en 1916 avec un professeur qui l'aide beaucoup. En 1917 il étudie la peinture à l'école des Beaux-Arts de Kharkov.
La guerre civile russe l'empêchant d'aller à Moscou ou à Petrograd, Volovick suit les cours de l'Académie de peinture de Kiev en 1918-1919.
Fin 1919-1920 il décide de partir pour Paris. Avec son ami Kostia Terechkovitch (1902-1978), il s'embarque à Sébastopol pour se rendre d'abord à Constantinople (Istanbul). Faute d'avoir suffisamment d'argent pour acheter des billets, ils voyagent en se cachant dans la soute d'un cargo. Volovick reste près d'un an en Turquie. Il y gagne péniblement sa vie en faisant surtout des croquis dans la rue.
Volovick arrive à Paris en 1921. Il n'a ni argent, ni relations, ni endroit pour dormir. Il n'a qu'une adresse : "les cafés de Montparnasse". Il se rend donc à La Rotonde, où il fait connaissance avec le sculpteur Baïdaroff-Poliakoff, futur père de Marina Vlady. C'est chez lui qu'il passera ses premières nuits parisiennes. Pour subsister, Volovick pose souvent comme modèle pour des sculpteurs. Mais il continue toujours à peindre, soit à l'académie de la Grande Chaumière, soit chez des amis peintres.
Il trouve en 1923 un atelier à la cité d'artistes La Ruche où il travaillera jusqu'à la guerre. Son atelier voisine avec ceux de Krémègne, Kikoïne, et à partir de 1925, avec celui de Chapiro.
Volovick fait ses premiers voyages à travers la France en 1923-1925, en compagnie du sculpteur Granovsky. Ils parcourent la Corse à bicyclette pendant quelques mois, tout en peignant. Ils séjournent également dans le Midi où ils font connaissance avec l'écrivain Colette et les amis de celle-ci.
Une première exposition de Volovick, avec Soutine et Krémègne, est organisée en 1924 à la Galerie "La Licorne", dirigée par le Dr Girardin. Elle est suivie, deux ans plus tard, d'une exposition à la Galerie des "Quatre Chemins" avec Krémègne et Nora Wilter-Auric. En 1927 il expose à la Galerie Briant-Robert avec Vladimir Naïditch. À cette époque, la vie des peintres de Montparnasse est très active : expositions et bals se succèdent... Les nuits du Bal Bullier sont célèbres par leurs décors réalisés par les peintres du quartier, dont Volovick.
En 1930 Volovick fait un long voyage en Espagne. Il découvre le Prado et d'autres musées. Il reste deux mois à Grenade où il peint les gitanes de l'Albaicín et des paysages. Le spectacle des corridas le passionne. La même année, il rencontre sa future compagne, la danseuse Lya Grjebina. Dès lors, il va l'accompagner dans de nombreuses tournées à travers le monde.
Nombreux séjours aux Andelys en 1933-35 chez son ami Vladimir Naïditch et voyages en Normandie et en Bretagne.
Volovick et sa femme vivent six mois à New York où il organise une exposition personnelle à la Galerie Georgette Passedoit en 1936. Après New York, ils séjournent plusieurs mois à Londres. Volovick rapporte de ce voyage de nombreux portraits et des paysages des rues de Soho. Tout au long des années trente, Volovick et ses amis — notamment l'écrivain Ehrenbourg et sa femme, le peintre Luba Kozintseva, les peintres Altman, Belayeff, Fotinsky, Naïditch, Pikelny, Pougny, Doussia Ryss, l'écrivain Savitch, les sculpteurs Granovsky et Indenbaum — se réunissent presque quotidiennement au Dôme où au bar de la Coupole. Après la guerre, leur point de rencontre sera le plus souvent le Select.
À la déclaration de la guerre, Volovick se trouve au Touquet. Il revient à Paris et il restera dans la région parisienne pendant toute la guerre. Pendant les rafles de 1942-1943, il se cache chez sa belle-mère à Boulogne-sur-Seine. La clandestinité ne lui permettant pas de peindre, Volovick fait des pastels : intérieurs et portraits. Il participe toutefois en 1943 à l'exposition "Intimité" : Braque, Carzou, Clavé, Derain, Volovick, Vuillard.
Il s'installe à Montparnasse en 1944, au 11 de la rue Jules-Chaplain. Il y habitera jusqu'à sa mort. Son atelier de la "Ruche" ayant été occupé pendant la guerre par les Allemands, la totalité des œuvres qui s'y trouvaient a été détruite ou perdue. À la fin de la guerre, Volovick va se reposer sur les bords de la Marne où il peint de nombreux paysages.
Sa belle-sœur Irina Grjebina et sa femme Lya fondent une troupe de "ballets russes" en 1946. Volovick va souvent les accompagner dans des tournées à l'étranger, mais ne fait ni costumes ni décors pour le ballet. Il profite du voyage pour travailler dans un endroit isolé (chambre d’hôtel) suivant l’inspiration du moment ou visiter les musées.
Volovick commence à travailler dans l'atelier de son ami  Vladimir Naïditch, au 51 du boulevard Saint-Jacques en 1946. C'est dans l'atmosphère et la lumière de cet atelier qu'il crée toute son œuvre parisienne jusqu'en 1974.
Volovick découvre l'Italie en 1951 et il est conquis par les couleurs de Venise. Il y retournera très fréquemment au cours des années suivantes.
En 1952 les œuvres importantes de l'avant-guerre et les œuvres des premières années de l'après-guerre sont exposées à la Galerie André Maurice, Paris.
À partir de 1956, Volovick travaille beaucoup à l'atelier du boulevard St-Jacques. Il fait une série de portraits et de nus, notamment de Solange Chasseigneaux qui posera pour lui en fidèle modèle et amie entre 1956 et 1974. Il peint également de nombreux intérieurs et des natures mortes. Tout au long des années 1950 et jusqu'en 1963, Volovick séjourne aussi à maintes reprises aux Andelys où il peint les bords de la Seine et des paysages des environs.
Il expose à la Galerie André Maurice (1958), avec "La Ruche" (Volovick, Chagall, Krémègne, Léger, Modigliani, Soutine, Indenbaum, Zadkine) à la Galerie Montmorency (1960). Il participe aux expositions des artistes russes de l'École de Paris, à la Maison de la Pensée française (1961) et à la Galerie Agora, Paris (1962) avec Lanskoy, Pougny, Larionov, Gontcharova, Blond, Térèchkovitch et Krémègne. En 1963 exposition à la Galerie Serret-Fauveau à Paris où le Dr Miller l'aidera à organiser plusieurs expositions (en 1965 et 1967). L'évolution de son œuvre à partir de l'année 1967 vers une gamme de couleurs plus éclatantes peut être suivie dans ces expositions. Exposition "Groupe Cap 12" à la Galene Drouant, Paris.
Il fait encore une série de grands "Intérieurs" en 1971 avant sa dernière exposition d'avril-mai 1972 à la Galerie Serret-Fauveau.
De nombreuses peintures de Lazare Volovick ont été exposées à la Galerie Gérard Rambaud à Paris.
La santé de Volovick s'est détériorée à partir de 1967 et il doit subir plusieurs opérations qui l'affaiblissent beaucoup. Il travaille de plus en plus difficilement et arrête complètement de peindre en 1974. Volovick meurt après une longue maladie le 11 avril 1977.